# Helsinki Open 2011
Die Helsinki Open 2011 fanden vom 22. bis zum 23. Oktober 2011 in Helsinki statt. Es war die fünfte Austragung dieser internationalen Meisterschaften von Finnland im Badminton.

## Medaillengewinner
| Disziplin    | Gold                                           | Silber                            | Bronze                             |
| ------------ | ---------------------------------------------- | --------------------------------- | ---------------------------------- |
| Herreneinzel | Ville Lång                                     | Raul Must                         | Rainer Kaljumäe                    |
| Herreneinzel | Ville Lång                                     | Raul Must                         | Oskari Saarinen                    |
| Dameneinzel  | Ksenia Polikarpova                             | Anastassija Panjuschkina          | Karoliina Latola                   |
| Dameneinzel  | Ksenia Polikarpova                             | Anastassija Panjuschkina          | Olga Golovanova                    |
| Herrendoppel | Maxim Dantschenko Andrei Ivanov                | Petri Hyyryläinen Mika Koskenneva | Jesper von Hertzen Anton Kaisti    |
| Herrendoppel | Maxim Dantschenko Andrei Ivanov                | Petri Hyyryläinen Mika Koskenneva | Ville Lång Mikko Vikman            |
| Damendoppel  | Anastassija Charlampowitsch Ksenia Polikarpova | Sanni Rautala Noora Virta         | Airi Mikkelä Laura Vana            |
| Damendoppel  | Anastassija Charlampowitsch Ksenia Polikarpova | Sanni Rautala Noora Virta         | Mathilda Lindholm Jenny Nyström    |
| Mixed        | Andrei Ivanov Olga Golovanova                  | Lauri Nuorteva Sanni Rautala      | Anton Kaisti Jenny Nyström         |
| Mixed        | Andrei Ivanov Olga Golovanova                  | Lauri Nuorteva Sanni Rautala      | Akseli Danskanen Mathilda Lindholm |